# Municipio de Longton
El municipio de Longton (en inglés: Longton Township) es un municipio ubicado en el condado de Elk en el estado estadounidense de Kansas. En el año 2010 tenía una población de 439 habitantes y una densidad poblacional de 3,78 personas por km².

## Geografía
El municipio de Longton se encuentra ubicado en las coordenadas 37°21′57″N 96°6′17″O / 37.36583, -96.10472. Según la Oficina del Censo de los Estados Unidos, el municipio tiene una superficie total de 116 km², de la cual 115,24 km² corresponden a tierra firme y (0,65 %) 0,75 km² es agua.

## Demografía
Según el censo de 2010, había 439 personas residiendo en el municipio de Longton. La densidad de población era de 3,78 hab./km². De los 439 habitantes, el municipio de Longton estaba compuesto por el 94,76 % blancos, el 1,14 % eran amerindios, el 1,14 % eran de otras razas y el 2,96 % eran de una mezcla de razas. Del total de la población el 3,19 % eran hispanos o latinos de cualquier raza.